# Campeonato Mundial de Voleibol Masculino de 2025
El XXI Campeonato Mundial de Voleibol Masculino se celebrará en Filipinas entre el 12 y el 28 de septiembre de 2025 bajo la organización de la Federación Internacional de Voleibol (FIVB) y la Federación Filipina de Voleibol.
Competirán en el evento 32 selecciones nacionales afiliadas a la FIVB por el título mundial, cuyo actual portador es el equipo de Italia, ganador del Mundial de 2022.

## Clasificación
| Competición               | Fecha                                    | Sede                                             | Plazas | Equipos clasificados |
| ------------------------- | ---------------------------------------- | ------------------------------------------------ | ------ | --- |
| País anfitrión            | –                                        | –                                                | 1      | Filipinas (61) |
| Campeonato Mundial        | 23 de septiembre – 12 de octubre de 2014 | Polonia · Eslovenia                              | 1      | Italia (5) |
| Campeonato Asiático       | 19 – 26 de agosto de 2023                | Urmía ( Irán)                                    | 3      | Japón (6) Irán (14) Qatar (21) |
| Campeonato Sudamericano   | 26 – 30 de agosto de 2023                | Recife · ( Brasil)                               | 3      | Argentina (9) Brasil (7) Colombia (45) |
| Campeonato Norteamericano | 5 – 10 de septiembre de 2023             | Charleston ( Estados Unidos)                     | 3      | Estados Unidos (3) Canadá (11) Cuba (12) |
| Campeonato Africano       | 3 – 13 de septiembre de 2023             | El Cairo · ( Egipto)                             | 3      | Egipto (20) Argelia (50) Libia (44) |
| Campeonato Europeo        | 28 de agosto –l 16 de septiembre de 2023 | Italia · Macedonia del Norte · Bulgaria · Israel | 3      | Polonia (1) Eslovenia (4) Francia (2) |
| Ranking mundial           | 12 de agosto de 2024                     | –                                                | 15     | Alemania (8) Serbia (10) Países Bajos (13) Ucrania (15) Bélgica (16) Turquía (17) República Checa (18) Bulgaria (19) Portugal (22) Finlandia (23) Túnez (24) China (25) Rumanía (26) Chile (27) Corea del Sur (28) |
| TOTAL                     |                                          |                                                  | 32     | 32 |

- ( ) – Entre paréntesis Clasificación mundial de la FIVB al 24 de agosto de 2024 [2].

## Sedes
| Primera fase          | Primera y segunda fase |
| --------------------- | ---------------------- |
| Ciudad Quezon         | Pásay                  |
| Coliseo Smart Araneta | Mall of Asia Arena     |
| Capacidad: 14,429     | Capacidad: 20,000      |
|                       |                        |

## Grupos[3]
| Grupo A Pásay | Grupo B Ciudad Quezon | Grupo C Ciudad Quezon | Grupo D Pásay   |
| ------------- | --------------------- | --------------------- | --------------- |
| Filipinas     | Polonia               | Francia               | Estados Unidos  |
| Irán          | Países Bajos          | Argentina             | Cuba            |
| Egipto        | Qatar                 | Finlandia             | Portugal        |
| Túnez         | Rumanía               | Corea del Sur         | Colombia        |
| Grupo E Pásay | Grupo F Ciudad Quezon | Grupo G Ciudad Quezon | Grupo H Pásay   |
| Eslovenia     | Italia                | Japón                 | Brasil          |
| Alemania      | Ucrania               | Canadá                | Serbia          |
| Bulgaria      | Bélgica               | Turquía               | República Checa |
| Chile         | Argelia               | Libia                 | China           |

## Primera fase
- Todos los partidos en la hora local de Filipinas (UTC+8).

Los primeros dos de cada grupo pasan a la segunda fase.

### Grupo A
- Sede: Mall of Asia Arena

| Equipo    | Partidos | Partidos | Partidos |      | Sets | Sets | Sets  | Puntos | Puntos | Puntos |
| Equipo    | PJ       | PG       | PP       | Pts. | SG   | SP   | Ratio | PG     | PP     | Ratio  |
| --------- | -------- | -------- | -------- | ---- | ---- | ---- | ----- | ------ | ------ | ------ |
| Filipinas | 0        | 0        | 0        | 0    | 0    | 0    | -     | 0      | 0      | 0      |
| Irán      | 0        | 0        | 0        | 0    | 0    | 0    | -     | 0      | 0      | 0      |
| Egipto    | 0        | 0        | 0        | 0    | 0    | 0    | -     | 0      | 0      | 0      |
| Túnez     | 0        | 0        | 0        | 0    | 0    | 0    | -     | 0      | 0      | 0      |

| Fecha  | Hora  | Equipo 1  | Sets | Equipo 2 | Set 1 | Set 2 | Set 3 | Set 4 | Set 5 | Total |
| ------ | ----- | --------- | ---- | -------- | ----- | ----- | ----- | ----- | ----- | ----- |
| 12 Sep | 18:00 | Filipinas | :    | Túnez    | -     | -     | -     | -     | -     | -     |
| 14 Sep | 13:30 | Irán      | :    | Egipto   | -     | -     | -     | -     | -     | -     |
| 16 Sep | 13:30 | Irán      | :    | Túnez    | -     | -     | -     | -     | -     | -     |
| 16 Sep | 17:30 | Filipinas | :    | Egipto   | -     | -     | -     | -     | -     | -     |
| 18 Sep | 13:30 | Egipto    | :    | Túnez    | -     | -     | -     | -     | -     | -     |
| 18 Sep | 17:30 | Filipinas | :    | Irán     | -     | -     | -     | -     | -     | -     |

### Grupo B
- Sede: Coliseo Smart Araneta

| Equipo       | Partidos | Partidos | Partidos |      | Sets | Sets | Sets  | Puntos | Puntos | Puntos |
| Equipo       | PJ       | PG       | PP       | Pts. | SG   | SP   | Ratio | PG     | PP     | Ratio  |
| ------------ | -------- | -------- | -------- | ---- | ---- | ---- | ----- | ------ | ------ | ------ |
| Polonia      | 0        | 0        | 0        | 0    | 0    | 0    | -     | 0      | 0      | 0      |
| Países Bajos | 0        | 0        | 0        | 0    | 0    | 0    | -     | 0      | 0      | 0      |
| Qatar        | 0        | 0        | 0        | 0    | 0    | 0    | -     | 0      | 0      | 0      |
| Rumanía      | 0        | 0        | 0        | 0    | 0    | 0    | -     | 0      | 0      | 0      |

| Fecha  | Hora  | Equipo 1     | Sets | Equipo 2     | Set 1 | Set 2 | Set 3 | Set 4 | Set 5 | Total |
| ------ | ----- | ------------ | ---- | ------------ | ----- | ----- | ----- | ----- | ----- | ----- |
| 13 Sep | 18:00 | Países Bajos | :    | Qatar        | -     | -     | -     | -     | -     | -     |
| 13 Sep | 21:30 | Polonia      | :    | Rumanía      | -     | -     | -     | -     | -     | -     |
| 15 Sep | 18:00 | Países Bajos | :    | Rumanía      | -     | -     | -     | -     | -     | -     |
| 15 Sep | 21:30 | Polonia      | :    | Qatar        | -     | -     | -     | -     | -     | -     |
| 17 Sep | 10:30 | Qatar        | :    | Rumanía      | -     | -     | -     | -     | -     | -     |
| 17 Sep | 18:80 | Polonia      | :    | Países Bajos | -     | -     | -     | -     | -     | -     |

### Grupo C
- Sede: Coliseo Smart Araneta

| Equipo        | Partidos | Partidos | Partidos |      | Sets | Sets | Sets  | Puntos | Puntos | Puntos |
| Equipo        | PJ       | PG       | PP       | Pts. | SG   | SP   | Ratio | PG     | PP     | Ratio  |
| ------------- | -------- | -------- | -------- | ---- | ---- | ---- | ----- | ------ | ------ | ------ |
| Francia       | 0        | 0        | 0        | 0    | 0    | 0    | -     | 0      | 0      | 0      |
| Argentina     | 0        | 0        | 0        | 0    | 0    | 0    | -     | 0      | 0      | 0      |
| Finlandia     | 0        | 0        | 0        | 0    | 0    | 0    | -     | 0      | 0      | 0      |
| Corea del Sur | 0        | 0        | 0        | 0    | 0    | 0    | -     | 0      | 0      | 0      |

| Fecha  | Hora  | Equipo 1  | Sets | Equipo 2      | Set 1 | Set 2 | Set 3 | Set 4 | Set 5 | Total |
| ------ | ----- | --------- | ---- | ------------- | ----- | ----- | ----- | ----- | ----- | ----- |
| 14 Sep | 10:30 | Argentina | :    | Finlandia     | -     | -     | -     | -     | -     | -     |
| 14 Sep | 18:00 | Francia   | :    | Corea del Sur | -     | -     | -     | -     | -     | -     |
| 16 Sep | 10:30 | Argentina | :    | Corea del Sur | -     | -     | -     | -     | -     | -     |
| 16 Sep | 18:00 | Francia   | :    | Finlandia     | -     | -     | -     | -     | -     | -     |
| 18 Sep | 17:00 | Finlandia | :    | Corea del Sur | -     | -     | -     | -     | -     | -     |
| 18 Sep | 20:30 | Francia   | :    | Argentina     | -     | -     | -     | -     | -     | -     |

### Grupo D
- Sede: Mall of Asia Arena

| Equipo         | Partidos | Partidos | Partidos |      | Sets | Sets | Sets  | Puntos | Puntos | Puntos |
| Equipo         | PJ       | PG       | PP       | Pts. | SG   | SP   | Ratio | PG     | PP     | Ratio  |
| -------------- | -------- | -------- | -------- | ---- | ---- | ---- | ----- | ------ | ------ | ------ |
| Estados Unidos | 0        | 0        | 0        | 0    | 0    | 0    | -     | 0      | 0      | 0      |
| Cuba           | 0        | 0        | 0        | 0    | 0    | 0    | -     | 0      | 0      | 0      |
| Portugal       | 0        | 0        | 0        | 0    | 0    | 0    | -     | 0      | 0      | 0      |
| Colombia       | 0        | 0        | 0        | 0    | 0    | 0    | -     | 0      | 0      | 0      |

| Fecha  | Hora  | Equipo 1       | Sets | Equipo 2 | Set 1 | Set 2 | Set 3 | Set 4 | Set 5 | Total |
| ------ | ----- | -------------- | ---- | -------- | ----- | ----- | ----- | ----- | ----- | ----- |
| 13 Sep | 10:00 | Estados Unidos | :    | Colombia | -     | -     | -     | -     | -     | -     |
| 13 Sep | 13:30 | Cuba           | :    | Portugal | -     | -     | -     | -     | -     | -     |
| 15 Sep | 10:00 | Cuba           | :    | Colombia | -     | -     | -     | -     | -     | -     |
| 15 Sep | 21:00 | Estados Unidos | :    | Portugal | -     | -     | -     | -     | -     | -     |
| 17 Sep | 10:00 | Portugal       | :    | Colombia | -     | -     | -     | -     | -     | -     |
| 17 Sep | 17:30 | Estados Unidos | :    | Cuba     | -     | -     | -     | -     | -     | -     |

### Grupo E
- Sede: Mall of Asia Arena

| Equipo    | Partidos | Partidos | Partidos |      | Sets | Sets | Sets  | Puntos | Puntos | Puntos |
| Equipo    | PJ       | PG       | PP       | Pts. | SG   | SP   | Ratio | PG     | PP     | Ratio  |
| --------- | -------- | -------- | -------- | ---- | ---- | ---- | ----- | ------ | ------ | ------ |
| Eslovenia | 0        | 0        | 0        | 0    | 0    | 0    | -     | 0      | 0      | 0      |
| Alemania  | 0        | 0        | 0        | 0    | 0    | 0    | -     | 0      | 0      | 0      |
| Bulgaria  | 0        | 0        | 0        | 0    | 0    | 0    | -     | 0      | 0      | 0      |
| Chile     | 0        | 0        | 0        | 0    | 0    | 0    | -     | 0      | 0      | 0      |

| Fecha  | Hora  | Equipo 1  | Sets | Equipo 2 | Set 1 | Set 2 | Set 3 | Set 4 | Set 5 | Total |
| ------ | ----- | --------- | ---- | -------- | ----- | ----- | ----- | ----- | ----- | ----- |
| 13 Sep | 17:30 | Alemania  | :    | Bulgaria | -     | -     | -     | -     | -     | -     |
| 13 Sep | 21:00 | Eslovenia | :    | Chile    | -     | -     | -     | -     | -     | -     |
| 15 Sep | 13:30 | Alemania  | :    | Chile    | -     | -     | -     | -     | -     | -     |
| 15 Sep | 17:30 | Eslovenia | :    | Bulgaria | -     | -     | -     | -     | -     | -     |
| 17 Sep | 13:30 | Bulgaria  | :    | Chile    | -     | -     | -     | -     | -     | -     |
| 17 Sep | 21:00 | Eslovenia | :    | Alemania | -     | -     | -     | -     | -     | -     |

### Grupo F
- Sede: Coliseo Smart Araneta

| Equipo  | Partidos | Partidos | Partidos |      | Sets | Sets | Sets  | Puntos | Puntos | Puntos |
| Equipo  | PJ       | PG       | PP       | Pts. | SG   | SP   | Ratio | PG     | PP     | Ratio  |
| ------- | -------- | -------- | -------- | ---- | ---- | ---- | ----- | ------ | ------ | ------ |
| Italia  | 0        | 0        | 0        | 0    | 0    | 0    | -     | 0      | 0      | 0      |
| Ucrania | 0        | 0        | 0        | 0    | 0    | 0    | -     | 0      | 0      | 0      |
| Bélgica | 0        | 0        | 0        | 0    | 0    | 0    | -     | 0      | 0      | 0      |
| Argelia | 0        | 0        | 0        | 0    | 0    | 0    | -     | 0      | 0      | 0      |

| Fecha  | Hora  | Equipo 1 | Sets | Equipo 2 | Set 1 | Set 2 | Set 3 | Set 4 | Set 5 | Total |
| ------ | ----- | -------- | ---- | -------- | ----- | ----- | ----- | ----- | ----- | ----- |
| 14 Sep | 14:00 | Ucrania  | :    | Bélgica  | -     | -     | -     | -     | -     | -     |
| 14 Sep | 21:30 | Italia   | :    | Argelia  | -     | -     | -     | -     | -     | -     |
| 16Sep  | 14:00 | Ucrania  | :    | Argelia  | -     | -     | -     | -     | -     | -     |
| 16 Sep | 21:30 | Italia   | :    | Bélgica  | -     | -     | -     | -     | -     | -     |
| 18 Sep | 14:00 | Bélgica  | :    | Argelia  | -     | -     | -     | -     | -     | -     |
| 18 Sep | 21:30 | Italia   | :    | Ucrania  | -     | -     | -     | -     | -     | -     |

### Grupo G
- Sede: Coliseo Smart Araneta

| Equipo  | Partidos | Partidos | Partidos |      | Sets | Sets | Sets  | Puntos | Puntos | Puntos |
| Equipo  | PJ       | PG       | PP       | Pts. | SG   | SP   | Ratio | PG     | PP     | Ratio  |
| ------- | -------- | -------- | -------- | ---- | ---- | ---- | ----- | ------ | ------ | ------ |
| Japón   | 0        | 0        | 0        | 0    | 0    | 0    | -     | 0      | 0      | 0      |
| Canadá  | 0        | 0        | 0        | 0    | 0    | 0    | -     | 0      | 0      | 0      |
| Turquía | 0        | 0        | 0        | 0    | 0    | 0    | -     | 0      | 0      | 0      |
| Libia   | 0        | 0        | 0        | 0    | 0    | 0    | -     | 0      | 0      | 0      |

| Fecha  | Hora  | Equipo 1 | Sets | Equipo 2 | Set 1 | Set 2 | Set 3 | Set 4 | Set 5 | Total |
| ------ | ----- | -------- | ---- | -------- | ----- | ----- | ----- | ----- | ----- | ----- |
| 13 Sep | 10:30 | Canadá   | :    | Libia    | -     | -     | -     | -     | -     | -     |
| 13 Sep | 14:00 | Japón    | :    | Turquía  | -     | -     | -     | -     | -     | -     |
| 15 Sep | 10:30 | Turquía  | :    | Libia    | -     | -     | -     | -     | -     | -     |
| 15 Sep | 14:00 | Japón    | :    | Canadá   | -     | -     | -     | -     | -     | -     |
| 17 Sep | 14:00 | Canadá   | :    | Turquía  | -     | -     | -     | -     | -     | -     |
| 17 Sep | 21:30 | Japón    | :    | Libia    | -     | -     | -     | -     | -     | -     |

### Grupo H
- Sede: Mall of Asia Arena

| Equipo          | Partidos | Partidos | Partidos |      | Sets | Sets | Sets  | Puntos | Puntos | Puntos |
| Equipo          | PJ       | PG       | PP       | Pts. | SG   | SP   | Ratio | PG     | PP     | Ratio  |
| --------------- | -------- | -------- | -------- | ---- | ---- | ---- | ----- | ------ | ------ | ------ |
| Brasil          | 0        | 0        | 0        | 0    | 0    | 0    | -     | 0      | 0      | 0      |
| Serbia          | 0        | 0        | 0        | 0    | 0    | 0    | -     | 0      | 0      | 0      |
| República Checa | 0        | 0        | 0        | 0    | 0    | 0    | -     | 0      | 0      | 0      |
| China           | 0        | 0        | 0        | 0    | 0    | 0    | -     | 0      | 0      | 0      |

| Fecha  | Hora  | Equipo 1        | Sets | Equipo 2        | Set 1 | Set 2 | Set 3 | Set 4 | Set 5 | Total |
| ------ | ----- | --------------- | ---- | --------------- | ----- | ----- | ----- | ----- | ----- | ----- |
| 14 Sep | 17:30 | Serbia          | :    | República Checa | -     | -     | -     | -     | -     | -     |
| 14 Sep | 21:00 | Brasil          | :    | China           | -     | -     | -     | -     | -     | -     |
| 16 Sep | 10:00 | Brasil          | :    | República Checa | -     | -     | -     | -     | -     | -     |
| 16 Sep | 21:00 | Serbia          | :    | China           | -     | -     | -     | -     | -     | -     |
| 18 Sep | 10:00 | Brasil          | :    | Serbia          | -     | -     | -     | -     | -     | -     |
| 18 Sep | 21:00 | República Checa | :    | China           | -     | -     | -     | -     | -     | -     |

## Segunda fase
- Sede: Mall of Asia Arena

|  | Octavos de final | Octavos de final |               |  | Cuartos de final | Cuartos de final |  |  | Semifinales | Semifinales |  |  | Final | Final |
|  |                  |                  |               |  |                  |                  |  |  |             |             |  |  |       |       |
|  | 23 septiembre    |                  |               |  |                  |                  |  |  |             |             |  |  |       |       |
|  |                  |                  |               |  |                  |                  |  |  |             |             |  |  |       |       |
|  | A1               |                  |               |  |                  |                  |  |  |             |             |  |  |       |       |
|  | 25 septiembre    |                  |               |  |                  |                  |  |  |             |             |  |  |       |       |
|  | H2               |                  |               |  |                  |                  |  |  |             |             |  |  |       |       |
|  |                  |                  |               |  |                  |                  |  |  |             |             |  |  |       |       |
|  | 23 septiembre    |                  |               |  |                  |                  |  |  |             |             |  |  |       |       |
|  |                  |                  |               |  |                  |                  |  |  |             |             |  |  |       |       |
|  | H1               |                  |               |  |                  |                  |  |  |             |             |  |  |       |       |
|  |                  |                  | 27 septiembre |  |                  |                  |  |  |             |             |  |  |       |       |
|  | A2               |                  |               |  |                  |                  |  |  |             |             |  |  |       |       |
|  |                  |                  |               |  |                  |                  |  |  |             |             |  |  |       |       |
|  | 22 septiembre    |                  |               |  |                  |                  |  |  |             |             |  |  |       |       |
|  |                  |                  |               |  |                  |                  |  |  |             |             |  |  |       |       |
|  | D1               |                  |               |  |                  |                  |  |  |             |             |  |  |       |       |
|  | 25 septiembre    |                  |               |  |                  |                  |  |  |             |             |  |  |       |       |
|  | E2               |                  |               |  |                  |                  |  |  |             |             |  |  |       |       |
|  |                  |                  |               |  |                  |                  |  |  |             |             |  |  |       |       |
|  | 22 septiembre    |                  |               |  |                  |                  |  |  |             |             |  |  |       |       |
|  |                  |                  |               |  |                  |                  |  |  |             |             |  |  |       |       |
|  | E1               |                  |               |  |                  |                  |  |  |             |             |  |  |       |       |
|  |                  |                  | 28 septiembre |  |                  |                  |  |  |             |             |  |  |       |       |
|  | D2               |                  |               |  |                  |                  |  |  |             |             |  |  |       |       |
|  |                  |                  |               |  |                  |                  |  |  |             |             |  |  |       |       |
|  | 20 septiembre    |                  |               |  |                  |                  |  |  |             |             |  |  |       |       |
|  |                  |                  |               |  |                  |                  |  |  |             |             |  |  |       |       |
|  | B1               |                  |               |  |                  |                  |  |  |             |             |  |  |       |       |
|  | 24 septiembre    |                  |               |  |                  |                  |  |  |             |             |  |  |       |       |
|  | G2               |                  |               |  |                  |                  |  |  |             |             |  |  |       |       |
|  |                  |                  |               |  |                  |                  |  |  |             |             |  |  |       |       |
|  | 20 septiembre    |                  |               |  |                  |                  |  |  |             |             |  |  |       |       |
|  |                  |                  |               |  |                  |                  |  |  |             |             |  |  |       |       |
|  | G1               |                  |               |  |                  |                  |  |  |             |             |  |  |       |       |
|  |                  |                  | 27 septiembre |  |                  |                  |  |  |             |             |  |  |       |       |
|  | B2               |                  |               |  |                  |                  |  |  |             |             |  |  |       |       |
|  |                  |                  |               |  |                  |                  |  |  |             |             |  |  |       |       |
|  | 21 septiembre    |                  |               |  |                  |                  |  |  |             |             |  |  |       |       |
|  |                  |                  |               |  | Tercer puesto    |                  |  |  |             |             |  |  |       |       |
|  | C1               |                  |               |  |                  |                  |  |  |             |             |  |  |       |       |
|  | 24 septiembre    | 24 septiembre    |               |  | 28 septiembre    | 28 septiembre    |  |  |             |             |  |  |       |       |
|  | 24 septiembre    | 24 septiembre    | F2            |  | 28 septiembre    | 28 septiembre    |  |  |             |             |  |  |       |       |
|  |                  |                  |               |  |                  |                  |  |  |             |             |  |  |       |       |
|  | 21 septiembre    |                  |               |  |                  |                  |  |  |             |             |  |  |       |       |
|  |                  |                  |               |  |                  |                  |  |  |             |             |  |  |       |       |
|  | F1               |                  |               |  |                  |                  |  |  |             |             |  |  |       |       |
|  |                  |                  |               |  |                  |                  |  |  |             |             |  |  |       |       |
|  | C2               |                  |               |  |                  |                  |  |  |             |             |  |  |       |       |
|  |                  |                  |               |  |                  |                  |  |  |             |             |  |  |       |       |

### Octavos de final
| Fecha  | Hora | Equipo 1 | Sets | Equipo 2 | Set 1 | Set 2 | Set 3 | Set 4 | Set 5 | Total |
| ------ | ---- | -------- | ---- | -------- | ----- | ----- | ----- | ----- | ----- | ----- |
| 20 Sep |      | B1       | :    | G2       | -     | -     | -     | -     | -     | -     |
| 20 Sep |      | G1       | :    | B2       | -     | -     | -     | -     | -     | -     |
| 21 Sep |      | C1       | :    | F2       | -     | -     | -     | -     | -     | -     |
| 21 Sep |      | F1       | :    | C2       | -     | -     | -     | -     | -     | -     |
| 22 Sep |      | D1       | :    | E2       | -     | -     | -     | -     | -     | -     |
| 22 Sep |      | E2       | :    | D2       | -     | -     | -     | -     | -     | -     |
| 23 Sep |      | A1       | :    | H2       | -     | -     | -     | -     | -     | -     |
| 23 Sep |      | H1       | :    | A2       | -     | -     | -     | -     | -     | -     |

### Cuartos de final
| Fecha  | Hora  | Equipo 1 | Sets | Equipo 2 | Set 1 | Set 2 | Set 3 | Set 4 | Set 5 | Total |
| ------ | ----- | -------- | ---- | -------- | ----- | ----- | ----- | ----- | ----- | ----- |
| 24 Sep | 15:30 |          | :    |          | -     | -     | -     | -     | -     | -     |
| 24 Sep | 20:00 |          | :    |          | -     | -     | -     | -     | -     | -     |
| 25 Sep | 15:30 |          | :    |          | -     | -     | -     | -     | -     | -     |
| 25 Sep | 20:00 |          | :    |          | -     | -     | -     | -     | -     | -     |

### Semifinales
| Fecha  | Hora  | Equipo 1 | Sets | Equipo 2 | Set 1 | Set 2 | Set 3 | Set 4 | Set 5 | Total |
| ------ | ----- | -------- | ---- | -------- | ----- | ----- | ----- | ----- | ----- | ----- |
| 27 Sep | 14:30 |          | :    |          | -     | -     | -     | -     | -     | -     |
| 27 Sep | 18:30 |          | :    |          | -     | -     | -     | -     | -     | -     |

### Tercer puesto
| Fecha  | Hora  | Equipo 1 | Sets | Equipo 2 | Set 1 | Set 2 | Set 3 | Set 4 | Set 5 | Total |
| ------ | ----- | -------- | ---- | -------- | ----- | ----- | ----- | ----- | ----- | ----- |
| 28 Sep | 14:30 |          | :    |          | -     | -     | -     | -     | -     | -     |

### Final
| Fecha  | Hora  | Equipo 1 | Sets | Equipo 2 | Set 1 | Set 2 | Set 3 | Set 4 | Set 5 | Total |
| ------ | ----- | -------- | ---- | -------- | ----- | ----- | ----- | ----- | ----- | ----- |
| 28 Sep | 18:30 |          | :    |          | -     | -     | -     | -     | -     | -     |